# Joseph Colley
Joseph Colley (ur. 13 kwietnia 1999 w Kanifing) – szwedzki piłkarz pochodzenia gambijskiego, występujący na pozycji środkowego obrońcy w polskim klubie Wisła Kraków.

## Kariera klubowa
Wychowanek amatorskiego klubu Bro IK, w którym rozpoczął treningi w wieku 10 lat. Następnie szkolił się w IF Brommapojkarna oraz londyńskim Chelsea, z którą wygrał Ligę Młodzieżową UEFA. W swojej karierze grał również w Chievo Werona (Serie B) i IK Sirius (Allsvenskan). 

### Wisła Kraków (2022- )
W styczniu 2022 roku podpisał trzyipółletni kontrakt z Wisłą Kraków. W sezonie 2023/24 zdobył wraz z Wisłą Kraków Puchar Polski. Colley w barwach Wisły Kraków rozegrał łącznie 65 spotkań, z czego: 11 w Ekstraklasie, 5 w Pucharze Polski, 45 w I lidze oraz 4 spotkania w el. do pucharów europejskich.

#### Kontuzja
1 sierpnia 2024 r. podczas meczu z Rapidem Wiedeń w ramach II rundy el. Ligi Europy Colley doznał kontuzji ścięgna Achillesa. Przewidywana przerwa w grze ma trwać do maja 2025 r.

## Kariera reprezentacyjna
Colley w latach 2014–2018 występował w juniorskich i młodzieżowych reprezentacjach Szwecji w kategorii U-15, U-16, U-17, U-18 oraz U-19.

## Życie prywatne
Urodził się w Kanifing w Gambii. W listopadzie 2008 roku przeniósł się z rodziną do Szwecji i z czasem nabył obywatelstwo tego kraju.

## Sukcesy
Chelsea FC (drużyny młodzieżowe)
- Liga Młodzieżowa UEFA: 2015/16
- mistrzostwo Anglii U-18: 2016/17
- FA Youth Cup: 2016/17

Wisła Kraków
- Puchar Polskiː 2023/2024